# 広島県道270号八木緑井線
広島県道270号八木緑井線（ひろしまけんどう270ごう やぎみどりいせん）は、広島県広島市安佐南区を通る一般県道である。

## 概要
広島市安佐南区八木8丁目から広島市安佐南区緑井1丁目に至る。
本路線は佐東バイパス開通前（1969年（昭和44年）以前）の国道54号である。佐東バイパス開通により旧道化した部分が1970年（昭和45年）に本路線に移行した。
広島駅および広島バスセンターを出て、可部方面に向かうバスは「新道」乃至は「新国道」と表示されているが，別項の「佐東バイパス経由」と表示されていない限りすべて、この「広島県道270号八木緑井線」を経由するので注意を要する。広電バス・広島交通のほとんどの便がここを経由するが、例外的に三段峡線（広電バス）、上原線・南原研修センター線・桐陽台線と勝木線の急行便（以上広島交通）、JRバス中国（飯室・星が丘・大朝線）の全便はこのルートを通らず佐東バイパス経由であり、注意が必要。

### 路線データ
- 起点：広島市安佐南区八木8丁目（太田川橋西詰交差点、国道54号交点、広島県道177号下佐東線終点）
- 終点：広島市安佐南区緑井1丁目（緑井1丁目交差点、国道54号交点）
- 総延長：約4.7 km

## 地理

### 通過する自治体
- 広島市（安佐南区）

### 交差する道路
| 交差する道路                                                                | 交差する場所 | 交差する場所              |
| --------------------------------------------------------------------------- | ------------ | ------------------------- |
| 国道54号 国道183号 重複 国道191号 重複 国道261号 重複 広島県道177号下佐東線 | 八木8丁目    | 太田川橋西詰交差点 / 起点 |
| 国道54号 国道183号 重複 国道191号 重複 国道261号 重複                       | 八木4丁目    | [ 注釈 1 ]                |
| 広島市道川の内線                                                            | 緑井8丁目    | 下八木バス停前交差点      |
| 広島市道温井松原線                                                          | 緑井5丁目    | 松原公園前交差点          |
| 広島県道269号今井田緑井線 広島市道緑井大町線 重複                           | 緑井1丁目    | 緑井駅入口（南）交差点    |
| 広島市道安佐南1区365号線                                                    | 緑井1丁目    | [ 注釈 2 ]                |
| 国道54号 国道183号 重複 国道191号 重複 国道261号 重複                       | 緑井1丁目    | 緑井1丁目交差点 / 終点    |

### 交差する鉄道
- 可部線

### 沿線
- JR西日本可部線
  - 上八木駅 - 梅林駅 - 七軒茶屋駅 - 緑井駅
- 広島市安佐南区役所 佐東出張所
- 広島市立八木小学校
- 広島市立梅林小学校
- ラクア緑井
- フジグラン緑井